# Tsangpa Gyare Yeshe Dorje
| Tibetische Bezeichnung                                    |
| --------------------------------------------------------- |
| Tibetische Schrift: གཙང་པ་རྒྱ་རས་ཡེ་ཤེས་རྡོ་རྗེ                   |
| Wylie-Transliteration: gtsang pa rgya ras ye shes rdo rje |
| Chinesische Bezeichnung                                   |
| Vereinfacht: 藏巴嘉热•益喜多杰                            |
| Pinyin:Zangba Jiare Yixi Duojie                           |

Tsangpa Gyare Yeshe Dorje (geb. 1161; gest. 1211) war ein tibetischer Trülku der Drugpa-Kagyü-Tradition des tibetischen Buddhismus. Er war der 1. Gyelwang Drugpa (rgyal dbang ’brug pa), d. h. der höchste Geistliche der Drugpa-Kagyü-Tradition des tibetischen Buddhismus.
Er war ein Schüler Lingrepas (Lingchen Repa; tib. gLing Ras Padma rDo rje; 1128–1188, aus der Phagdru-Kagyü-Schule, ein Schüler von Phagmo Drupa), des Gründers der Mittleren Drugpa-Tradition (bar 'brug).
Bereits in jungen Jahren beherrschte er die tantrischen Praktiken des Mahamudra und der Sechs Yogas von Naropa. Als Tertön entdeckte er zuvor von Rechungpa (1084–1161), einem Schüler Milarepas, verborgene Texte. 
Er ist der Gründer das Ralung-Klosters (ra lung dgon), später des Drug-Klosters ( 'brug dgon pa).